# Dow Chemical (Terneuzen)

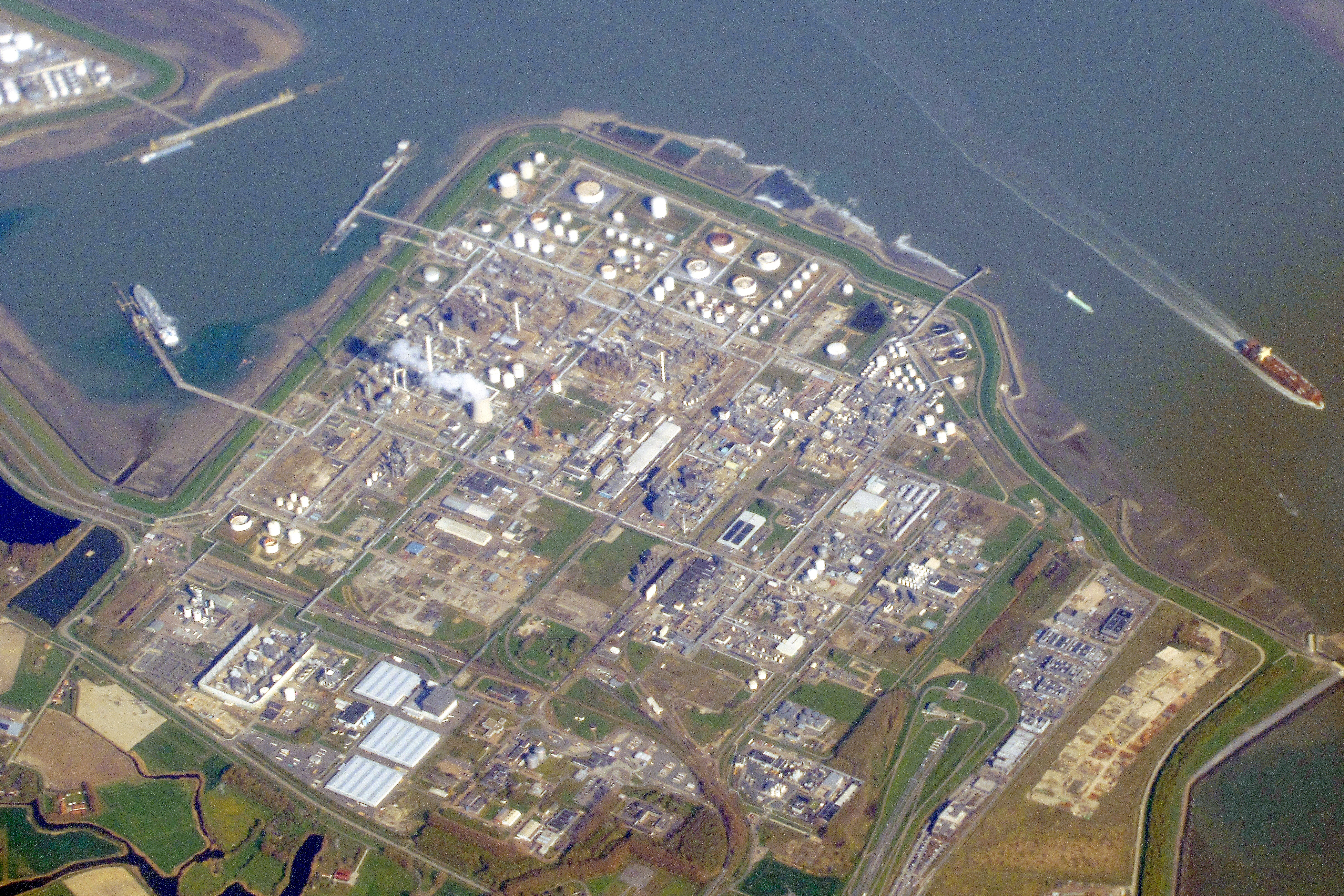
Dow Chemical gezien vanuit de lucht

Dow Chemical Terneuzen is een zeer groot complex van chemische fabrieken dat zich bevindt ten westen van Terneuzen in de Nieuw-Neuzenpolder waar voorheen het gehucht Noordhoek lag, aan de Braakmanhaven. Het werd gebouwd door en is eigendom van Dow Chemical. Men produceert voornamelijk kunststoffen.

## Geschiedenis
De beslissing om deze fabriek te bouwen dateert van 1962. De ligging aan diep vaarwater, de beschikbaarheid van grond en arbeidskrachten vormden de reden om zich in Zeeuws-Vlaanderen te vestigen.
In 1964 startte de eerste fabriek, welke polystyreen produceerde, in 1967 gevolgd door een styreenfabriek en een Ethyleenoxidefabriek en in 1969 door een LDPE-fabriek. In 1970 en 1972 werd een nafta-kraker in gebruik genomen. In 1975 werd het terrein met nog eens 110 ha uitgebreid, "De Mosselbanken" geheten. Een LLDPE-fabriek volgde in 1982 en in 1991 een nieuwe styreenfabriek. Het aantal personeelsleden was intussen gegroeid tot 2700, maar begin jaren 90 van de 20e eeuw kwam er een voorlopig einde aan de groei. Er volgde een herstructurering en 500 mensen moesten afvloeien. Hierna vonden er weer uitbreidingen plaats, zoals een derde kraker en de uitbreidingen van de fabrieken voor ABS, latex, polyurethaan, polyethyleen en cumeen.
In 2008 dreigde opnieuw een herstructurering met een verlies van ten minste 200 banen. In 2010 werkten er nog 1.909 mensen in Terneuzen. Vanaf 2010 wordt nabij het Dow-terrein het zogeheten Valuepark Terneuzen van 140 ha ontwikkeld, waar bedrijven zich kunnen vestigen die gerelateerd zijn aan de activiteiten van Dow.

## Producten
Centraal in het bedrijf zijn de krakers. Hier worden tussenproducten als ethyleen, propyleen, 1,3-butadieen en benzeen vervaardigd. Deze dienen op hun beurt weer als basis voor de productie van polyethyleen, ethyleenglycol, polyurethaanschuim, epoxyharsen, polycarbonaat, latex, en polystyreen-hardschuim dat onder de naam Styrofoam wordt verkocht.
De totale productie in de gehele Benelux bedroeg 7.800 kton niet nader gespecificeerd product voor de gehele Benelux (waarvan de vestiging Terneuzen veel groter is dan alle overige bij elkaar) in 2005, waarna een afname volgde tot ongeveer 6.000 kton.
In 2010 was in Terneuzen onder meer de volgende productiecapaciteit opgesteld:
- Etheen: 1.810 kton/jaar
- Propeen: 850 kton/jaar
- 1,3-butadieen: 170 kton/jaar
- Benzeen: 915 kton/jaar
- LDPE: 265 kton/jaar
- LLDPE: 610 kton/jaar
- HDPE: 610 kton/jaar

## Stikstof-uitstoot
Dow Chemicals is gelegen aan het eind van wat vroeger de Braakman-slufter was. Dat gebied wordt heden beheerd door StaatsBosbeheer. Zo ligt Dow vlak bij een zeer groot natuurgebied. Dow is een van de grootste Co2- en "Stikstof"-uitstoters in Nederland. Door de ombouw van krakers zal dit verminderen met 1,7 megaton per jaar in 2030. DOW wil in 2050 klimaatneutraal zijn.